# Триест (провинция)

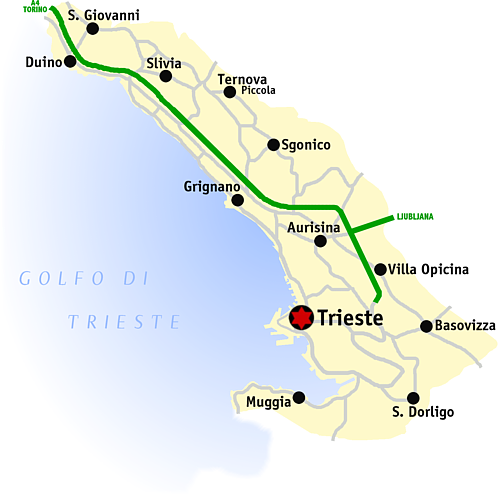
Провинция Триест

Триест (итал. Provincia di Trieste, словен. Tržaška pokrajina, фриульск. Provinzia di Triest, вен. Provincia de Trieste) — упразднённая провинция в Италии, в области Фриули-Венеция-Джулия. Существовала до 30 сентября 2017 года.
Центром провинции был город Триест.
Провинция имела площадь 212 км² и общую численность населения 234 668 (июнь 2016). Она имела береговую линию протяжённостью 48,1 км (29,9 мили). 
В провинцию входили 6 коммун:
- Дуино-Ауризина,
- Згонико,
- Монрупино,
- Муджа,
- Сан-Дорлиго-делла-Валле,
- Триест.

Новое региональное законодательство области Фриули-Венеция-Джулия отменило промежуточный уровень провинций. Формально провинция была аннулирована 30 сентября 2017 года. Функции провинции были поделены между областью, коммунами и новосозданными межкоммунальными территориальными союзами (итал. Unione Territoriale Intercomunale). Упразднённая провинция составила межкоммунальный территориальный союз Джулиана (UTI Giuliana), включивший 6 коммун.

Провинция Триест на карте области Фриули-Венеция-Джулия выделена коричневым цветом